# Couponing
Couponing (Gerundium von englisch coupon, „Gutschein“) ist im Marketing der Anglizismus für eine zeitlich begrenzte Marketingaktion, bei der Kunden durch Coupons in den Genuss einer Vergünstigung oder einer (kostenlosen) Zusatzleistung kommen.

## Allgemeines
Beim Couponing handelt es sich um eine Verkaufsförderungs- oder Kundenbindungsmaßnahme, bei der ein Aussteller einer ausgewählten Zielgruppe „durch ein Medium einen Berechtigungsnachweis […] zur Verfügung stellt, bei dessen Einsatz in einer ausgelobten Akzeptanzstelle während eines definierten Zeitraums ein spezifischer Vorteil versprochen wird, wenn die Zielperson ein bestimmtes Verhalten zeigt“.
Im Marketing bezeichnet Couponing eine zeitlich begrenzte Aktion, bei der Kunden durch Gutscheine, Rabattmarken oder Voucher (auch als Coupons bezeichnet) in den Genuss einer Vergünstigung oder einer (kostenlosen) Zusatzleistung kommen. Couponing wird zur Verkaufsförderung im gesamten Einzelhandel (Gastronomie, Hotellerie, Lebensmitteleinzelhandel, Tourismus) eingesetzt. Gegenstand des Couponing sind insbesondere Bons, Gutscheine, Rabattmarken oder Vouchers. Im Hinblick auf die Kommunikation mit Kunden gehört Couponing zur Below-the-line-Kommunikationspolitik.

## Geschichte
Couponing entstand in den USA, wo 1895 der Getränkehersteller The Coca-Cola Company erstmals Gutscheine für eine kostenlose Produktprobe verteilte. Zuvor hatte 1885 der Nahrungsmittelhersteller Postum Cereal Company den Abverkauf seiner „Grape-Nuts“ mit einem Zertifikat gefördert. Die ersten Rabattmarken brachte in den USA 1896 das Unternehmen Sperry & Hutchinson heraus, das die Rabattmarken als „Grüne Marken“ (englisch Green Stamps) einführte. Die ersten Rabattmarken kamen in Deutschland 1901 in Hannover auf.
Die erstmalige Veröffentlichung von Daten im Jahre 1965 legte offen, dass in den USA rund 10 Milliarden Coupons verteilt wurden. 1974 war bereits die dreifache Menge erreicht. 
Das Check-out-Couponing kam 1983 in den USA auf und ist seit 2003 auch in Deutschland anzutreffen. Es ermöglicht eine individuelle Ausgabe von Rabattcoupons im Konsumgüterbereich. Seit Juli 2001 gibt es auch in Deutschland umfangreiche, flächendeckende und in allen Wirtschaftszweigen genutzte Couponing-Aktionen, nachdem das restriktive Rabattgesetz und die Zugabeverordnung abgeschafft worden waren. 
Analog zur Entwicklung in den USA konnten sich auch in Deutschland Internet-Portale wie Groupon (2008) und DailyDeal (2009) etablieren, die im Auftrag von lokalen und nationalen Unternehmen online und über Apps Gutscheine anbieten.

## Arten
Cupons werden verteilt über vom Hersteller stammende Flyer, Coupon-Kataloge, Mailing, Postwurfsendungen, Zeitungsanzeigen (englisch Free standing inserts, (FSI)) oder Zeitungsbeilagen (echtes Couponing). Stammen diese Coupons vom Händler, liegt unechtes Couponing vor. Warengutscheine (englisch free offer coupons) bieten einen Kaufanreiz durch Produktzugabe eines weiteren Produkts, einer Warenprobe oder einer Testpackung. Beim Check-out-Couponing erfolgt die Ausgabe der Coupons direkt am Kassensystem oder an anderen POS-Geräten, teils auch als Aufdruck auf dem Kassenbon. Die Verbreitung des Internets hat das E-Couponing durch Online Couponing und Mobile Couponing ermöglicht.

## Gutscheinbuch
Ein Couponheft ist ein Printmedium in Form eines kleinen Buches, Heftes oder gefalteten Blattes, welches mehrere gleichartig gestaltete Couponanzeigen sammelt. Diese Couponanzeigen können ausgeschnitten oder an eingearbeiteten Perforationslinien herausgerissen werden. Couponhefte werden von Unternehmen unterschiedlichster Branchenzugehörigkeit als zeitlich befristetes Marketinginstrument zur Umsatzsteigerung eingesetzt. Gegen Abgabe oder Vorlage einer herausgetrennten Couponanzeige werden dem Verbraucher die beworbenen Vergünstigungen des jeweiligen Anbieters eingeräumt. Couponhefte werden kostenlos an Haushalte verteilt oder liegen zur Mitnahme an öffentlichen Stellen aus. Sie enthalten keinerlei redaktionellen Inhalt.
Daneben gibt es noch eine große Anzahl an kommerziellen Anbietern von Gutscheinbüchern oder -Heften. Diese meist redaktionell aufbereiteten Bücher werden sowohl Themen-bezogen (zum Beispiel für Golfspieler) als auch regional aufgelegt und an den Endverbraucher verkauft. Diese Gutscheinbücher oder auch -Blöcke unterscheiden sich von den Couponheften durch eine hochwertigere Aufmachung und die Tatsache, dass in ihnen nicht nur ein Anbieter, sondern viele verschiedene Restaurants, Thermen oder andere Unternehmen Gutscheine anbieten. Auch ist die Laufzeit eines Gutscheinbuchs ab Erscheinungsdatum in der Regel mehr als ein Jahr.

## Wirtschaftliche Aspekte
Couponing soll Kaufanreize beeinflussen und aktivieren und damit die Umsatzerlöse steigern. Couponing-Lockangebote sind für Schnäppchenjäger. Der Käufer löst diese Coupons im Handel ein und erhält den Couponwert (englisch face value) durch Verrechnung mit dem Kaufpreis erstattet. Beim echten Couponing erhalten die Händler von den Herstellern im Wege des Coupon-Clearing den Couponwert zurückerstattet, oft über einen zwischengeschalteten Finanzintermediär (Clearinghaus). 
Gibt der Händler/Dienstleister selbst Coupons aus, so kann deren Wert idealerweise durch einen Werbekostenzuschuss der Hersteller refinanziert werden. In erster Linie ist Couponing jedoch eine Strategie, die den Herstellern selbst Gelegenheit gibt, aktiv den Abverkauf ihrer Produkte zu forcieren. So kann ein Querverkauf angeregt werden, indem beispielsweise auf Zahnbürstenverpackungen Coupons für Zahnpasta abgedruckt werden.

## Sonstiges
Der Begriff Kupon wird ausschließlich bei Aktien und Anleihen für den früheren Dividenden- bzw. Zinsschein verwendet, als diese Wertpapiere noch effektive Stücke waren. 